# Atractaspidinae
Sous-famille
Synonymes
- Atractaspididae Günther, 1858

Les Atractaspidinae sont une sous-famille de serpents de la famille des Lamprophiidae.

## Répartition
Les espèces de cette sous-famille se rencontrent en Afrique subsaharienne et au Proche-Orient.

## Taxinomie
Elle est parfois élevée au rang de famille : les Atractaspididae.

## Liste des genres
Selon The Reptile Database (2 déc. 2011) :
- Atractaspis Smith, 1849
- Homoroselaps Jan, 1858

## Publication originale
- Günther, 1858 : Catalogue of Colubrine Snakes in the Collection of the British Museum, London, p. 1-281 (texte intégral).